# Samuel Ruiz García
Samuel Ruiz García (Irapuato, Guanajuato, 3 de noviembre de 1924 - Ciudad de México,  24 de enero de 2011) fue un religioso mexicano, obispo católico, defensor de los derechos de los pueblos indígenas de México y de América Latina. Era llamado por los pueblos indígenas "Tatik" o caminante.

## Biografía

### Infancia
Hijo de migrantes, vivió su infancia en Irapuato, y a sus 13 años se fue al Seminario Diocesano de León. En 1947 fue enviado a Universidad Gregoriana, a estudiar teología. Ahí es ordenado sacerdote. En 1954 regresa a León, Guanajuato, y al poco tiempo es designado rector del seminario.

### Trayectoria
En 1959 fue designado Obispo de Chiapas, en el estado de Chiapas, México. Esta diócesis se caracteriza por su extrema pobreza y por tener una población mayoritariamente indígena. Durante años estableció un sistema de ayuda de la diócesis hacia la población indígena. Aprendió algunas lenguas indígenas como el chuj, el tsotsil, el chol o el tojolabal y comenzó a celebrar misas empleándolas. También impulsó la traducción de la Biblia y evangelización en zonas fronterizas, con lo que se crearon comunidades que trabajaban en temas de salud y educación. Trabajó con otros religiosos en la teología de la liberación.
En la década de los años ochenta y noventa, en la pastoral social de Ruiz se formaron algunas de las primeras organizaciones no gubernamentales dedicadas a la protección de los derechos humanos en México, por ejemplo el Centro de Derechos Humanos Fray Bartolomé de las Casas (1989).
En 1994 se promovió su candidatura al Premio Nobel de la Paz.
Ruíz García prestó su colaboración como mediador en varios conflictos latinoamericanos. En especial cumplió funciones de mediador en el conflicto de Chiapas entre el indigenista Ejército Zapatista de Liberación Nacional y el gobierno federal mexicano. Ejerció de obispo en San Cristóbal de las Casas hasta 1999.
Murió el 24 de enero de 2011 a las 10 de la mañana en el Hospital Ángeles del Pedregal, en la Ciudad de México.

## Reconocimientos
En el año 2000 fue distinguido con el Premio Simón Bolívar de la Unesco por su especial compromiso personal y su papel en tanto que mediador, contribuyendo así a la paz y al respeto de la dignidad de las minorías. Su última sede parroquial fue la sagrada familia de Nazareth en la ciudad de Santiago de Querétaro.
El 2001 recibió el Premio Internacional de Derechos Humanos de Núremberg, por su infatigable defensa de los derechos humanos de los pueblos indígenas de Chiapas, México, durante más de dos décadas.
Recibió el doctorado honoris causa el 12 de octubre de 2005 por la Universidad Iberoamericana León, en 1997 por la Universidad Autónoma de Barcelona y en 2001 por la Universidad Autónoma de Sinaloa.
En abril de 2008 es nombrado por el Ejército Popular Revolucionario mediador, junto con otros intelectuales mexicanos ante el gobierno federal del presidente Felipe Calderón Hinojosa.
En 2017,  durante la visita del papa Francisco a México, el pontífice visitó y oró en la tumba de Ruiz en la Catedral de San Cristóbal.